# كارين ويلسون
كارين ويلسون (بالإنجليزية: Carin Wilson)‏ هو نحات نيوزيلندي، ولد في 2 مارس 1945.